# 韦琨
韦琨（？—？），字玄理，雍州万年县（今陕西省西安市长安区）人，出自京兆韦氏郧公房，北周大司空韦孝宽之孙，唐朝官员。

## 生平
韦琨在唐太宗李世民时期担任太子洗马，劝谏太子李承乾但李承乾不听。唐太宗认为韦琨有才能，提拔他担任给事中。李治被立为太子后，韦琨担任太子中舍人，封武阳县侯。李弘为太子时，韦琨以右中护担任太子詹事。韦琨死后，朝廷赠予泰州都督，谥号贞。

## 其他
永徽二年（651年），议论者认为《贞观礼》制定的礼仪不完备，唐高宗又诏令太尉长孙无忌、中书令杜正伦和中书令李义府、中书侍郎李友益、黄门侍郎刘祥道和黄门侍郎许圉师、太子宾客许敬宗、太常少卿韦琨、太学博士史道玄、符玺郎孔志约、太常博士萧楚才太常博士孙自觉太常博士贺纪等人重新加以编辑制定，编订为一百三十卷，二百二十九篇，到显庆三年正月五日（652年2月19日）上奏给朝廷，增加减少旧有礼仪，并且和令式参会改定，唐高宗亲自为这部《显庆礼》写序，诏令颁行天下。

## 家庭

### 父母
- 韦津，唐朝陵州刺史、寿光县男
- 元咳女，追尊魏景穆帝拓跋晃后裔，西魏尚书左仆射、雍州牧、司空公、安昌平王元子均孙女，隋朝金紫光祿大夫、集沁二州刺史、顺阳良公元雅之女

### 兄弟姐妹
- 韦全璧，唐朝潞、易二州别驾
- 韦琬，唐朝成州刺史、寿光男
- 韦璲，唐朝仓部郎中
- 韦瑜，唐朝歙州刺史
- 韦氏，嫁唐朝员外散骑常侍、石州刺史、饶安县男王师忠

### 子女
- 韦畅
- 韦展，唐朝少府监主簿
- 韦幼平，唐朝金部员外郎
- 韦调
- 韦翼，唐朝太府卿、武阳平公
- 韦氏，嫁唐朝循州司马、申国公高琁[6]